# 11 Batalion Saperów (kadrowy)
11 Batalion Saperów (kadrowy) – oddział saperów Polskich Sił Zbrojnych.

## Formowanie i zmiany organizacyjne
Batalion został sformowany na podstawie rozkazu L.dz.150/Tjn./Org./45 Szefa Sztabu Naczelnego Wodza z dnia 5 lutego 1945 roku w sprawie „Organizacji i formowania I Korpusu”,  i rozkazu uzupełniającego z dnia 27 lutego 1945, jako jednostki w formie skadrowanej, używającego nazwy „kadra 11 batalionu saperów”, jako oddział saperów I Korpusu Polskiego. Rozkazem L.dz.320/Tjn./Org./45 z dnia 27 lutego 1945 zaplanowano zorganizowanie w ramach 11 batalionu saperów: 104, 105, 106 kompanii saperów, 11 parkowej kompanii saperów i 11 plutonu radiomechanicznego. Rozformowany został w styczniu 1946. 
Od 11 kwietnia do 28 lipca 1945 obowiązki dowódcy kadry 11 bsap. pełnił por. sap. rez. Władysław Malinowski.